# ABA Liga 2002-2003
La ABA Liga 2002-2003 fu la 2ª edizione della Lega Adriatica. La vittoria finale fu ad appannaggio dei croati del Zadar sugli israeliani del Maccabi Tel Aviv.
Marko Popović, del Zadar, venne nominato MVP della finale.

## Squadre partecipanti
Croazia
- Cibona Zagabria
- Zara
- Spalato
- KK Zagabria

 Slovenia
- Olimpija Lubiana
- Pivovarna Laško
- Krka Novo mesto

 Bosnia ed Erzegovina
- Široki
- Bosna
- Borac Banja Luka

 Israele
- Maccabi Tel Aviv

 Jugoslavia
- Stella Rossa

## Regular season

### Classifica
|     | Squadre                    | V  | P  | Pt | PF   | PS   | Dif  |
| --- | -------------------------- | -- | -- | -- | ---- | ---- | ---- |
| 1.  | Stella Rossa Belgrado      | 16 | 5  | 39 | 1828 | 1648 | 180  |
| 2.  | Maccabi Tel Aviv           | 17 | 4  | 39 | 1887 | 1629 | 258  |
| 3.  | Union Olimpija             | 17 | 5  | 39 | 1812 | 1647 | 165  |
| 4.  | Zadar                      | 14 | 8  | 36 | 1963 | 1891 | 72   |
| 5.  | Cibona VIP Zagabria        | 13 | 9  | 35 | 1808 | 1695 | 113  |
| 6.  | Zagabria                   | 11 | 11 | 33 | 1758 | 1861 | -103 |
| 7.  | Krka Novo Mesto            | 11 | 11 | 33 | 1806 | 1738 | 68   |
| 8.  | Pivovarna Laško            | 9  | 13 | 31 | 1717 | 1784 | -67  |
| 9.  | FEAL Široki                | 9  | 13 | 31 | 1745 | 1773 | -28  |
| 10. | Spalato Croatia osiguranje | 7  | 15 | 29 | 1747 | 1877 | -130 |
| 11. | Borac Nektar Banja Luka    | 6  | 16 | 28 | 1824 | 1902 | -78  |
| 12. | Bosna Asa Sarajevo         | 1  | 21 | 23 | 1662 | 2112 | -450 |

### Statistiche
| Categoria                    | Giocatore          | Squadra                    | Statistiche |
| ---------------------------- | ------------------ | -------------------------- | ----------- |
| Punti per partita            | Kenyan Weaks       | Pivovarna Laško            | 20,1        |
| Rimbalzi per partita         | Andrija Žižić      | Spalato Croatia osiguranje | 8,2         |
| Assist per partita           | Ivan Tomas         | Zagabria                   | 5,8         |
| Palle rubate per partita     | Kenyan Weaks       | Pivovarna Laško            | 2,95        |
| Stoppate per partita         | Jamie Arnold       | Krka Novo Mesto            | 1,5         |
| Percentuale di realizzazione | Marcus Goree       | Maccabi Tel Aviv           | 73,4        |
| Percentuale tiri liberi      | Roberts Štelmahers | Union Olimpija             | 89,1        |
| Percentuale tiri da tre      | Vlado Ilievski     | Union Olimpija             | 51,8        |

## Final four
|  | Semifinali | Semifinali       | Semifinali |                  |    | Finale | Finale | Finale |  |
|  |            |                  |            |                  |    |        |        |        |  |
|  | 1          | Stella Rossa     | 77         |                  |    |        |        |        |  |
|  | 1          | Stella Rossa     | 77         |                  |    |        |        |        |  |
|  | 4          | Zadar            | 78         |                  |    |        |        |        |  |
|  | 4          | Zadar            | 78         |                  | 4  | Zadar  | 91     |        |  |
|  |            |                  |            |                  | 4  | Zadar  | 91     |        |  |
|  |            |                  | 2          | Maccabi Tel Aviv | 88 |        |        |        |  |
|  | 3          | Union Olimpija   | 2          | Maccabi Tel Aviv | 88 | 76     |        |        |  |
|  | 3          | Union Olimpija   |            |                  |    |        |        |        |  |
|  | 2          | Maccabi Tel Aviv | 82         |                  |    |        |        |        |  |

| Lega Adriatica 2002-2003 |
| ------------------------ |
| Zadar 1º titolo          |

## Squadra vincitrice
| N° | Naz.               | Ruolo | Sportivo        |  | Alt. |  |
| -- | ------------------ | ----- | --------------- |  | ---- |  |
| 4  | Croazia (bandiera) | G     | Damir Tvrdić    |  | 199  |  |
| 5  | Croazia (bandiera) | P     | Jakov Vladović  |  | 187  |  |
| 6  | Croazia (bandiera) | P     | Marko Popović   |  | 185  |  |
| 7  | Croazia (bandiera) | G     | Branimir Longin |  | 196  |  |
| 8  | Croazia (bandiera) | AP    | Hrvoje Perinčić |  | 197  |  |
| 9  | Croazia (bandiera) | C     | Marko Šamanić   |  | 207  |  |
| 10 | Croazia (bandiera) | C     | Šime Špralja    |  | 206  |  |
| 11 | Croazia (bandiera) | G     | Mladen Erjavec  |  | 190  |  |
| 12 | Croazia (bandiera) | AP    | Toni Dijan      |  | 205  |  |
| 13 | Croazia (bandiera) | AG    | Marko Banić     |  | 204  |  |
| 14 | Croazia (bandiera) | G     | Ivo Pavić       |  | 192  |  |
| 15 | Canada (bandiera)  | AG    | Michael Meeks   |  | 206  |  |
|    | Croazia (bandiera) | All.  | Danijel Jusup   |  |      |  |

## Premi e riconoscimenti
- ABA Liga MVP:  Kenyan Weaks,  Pivovarna Laško
- ABA Liga Finals MVP:  Marko Popović,  Zadar